# 南度蓝姆·高德西
纳图拉姆·维纳亚克·高德西（1910年5月10日—1949年11月15日）:26，印度马哈拉施特拉邦人，印度教民族主义者。他刺杀了印度国父、民族解放运动领袖圣雄甘地。高德西出身传统印度教婆罗门世家，自幼深受印度民族主义影响，后加入印度教大斋会和国民志愿服务团等印度極右翼组织，思想日益激进。高德西主张建立一个印度教的统一印度，对在印巴分治问题上采取妥协态度的甘地十分不满，曾先后策劃过数起针对甘地的暗杀。1948年1月30日，高德西在新德里的一场晚祷会上于近距离对甘地连开三枪，甘地随后不治身亡。高德西本人在行凶后被当场制伏，1949年11月8日因謀殺罪和共谋罪被判处死刑，1949年11月15日处决。

## 早年生平
1910年5月10日，高德西出生于孟买浦那的一个吉特巴万婆罗门家庭，出生时原名“拉马钱德拉（Ramachandra）”。他是家中的长子，在四个儿子和两个女儿中排行第二。其父维纳亚克·R·高德西是一名在邮政部门工作的政府小职员，多年来由于工作需要经常迁至小城镇居住。在南度蓝姆出生前，家里已有三个男孩早夭，为了祈求小高德西平安存活，他虔诚的父母遵照古老的婆罗门传统，将他当作女孩抚养，并为他戴上一种名为“纳特（Nath）”的女式鼻环。他因此得名Nathuram，意为“穿鼻环的公羊”。在他的弟弟出生后，其父母才改用男孩的方式将其南度蓝姆带大:105。由于这段幼年经历，南度蓝姆很早便成为了印度教的忠实信徒:27。
高德西在家乡的巴拉马蒂完成了小学学业，随后寄居在浦那的姨母家，接受当地学校的英语教育。在校期间，高德西曾高度崇拜当时倡导印度独立而被捕入狱的甘地。高德西在16岁时辍学，未能完成高中学业:37。

## 政治生涯
辍学后的高德西谋生日益困难，被迫从事低贱的商业维生。在屡次经商受挫后，高德西开始被当时风起云涌的印度教民族主义所吸引。1930年，20岁的高德西加入了1907年成立的右翼团体印度教大斋会并结识了自己的政治导师维纳亚克·达莫德尔·萨瓦卡，两人关系非常紧密。1932年，高德西又在马哈拉施特拉邦的桑格利加入了准军事化组织国民志愿服务团。在此期间，他自学成才，掌握了不少传统宗教文本的一手知识，同时也广泛阅读历史、政治学和社会学著作，对甘地的著作尤为熟悉:27。莫卧儿帝国和大英帝国对印度的压迫史令他对穆斯林和基督徒等势力的不满与日俱增，更坚定了他“印度是印度教的印度”这一政治观念:37。因不满国民志愿服务团政治表现“过于软弱”，高德西后退出了该组织，专注于印度教大斋会的活动中:165。
高德西结交了政治观点相同的学者纳拉扬·安普特，两人合办出版《前沿报》作为印度民族主义的宣传阵地，但很快由于观点过激被政府禁止。随后高德西将报纸改名《印度民族报》重新恢复出版:37。在社论中，高德西不遗余力地攻击印度穆斯林、英国人以及甘地，批评鼓吹非暴力的“甘地主义”是对印度教徒的“阉割”。他提出的论调在孟加拉邦和马哈施特拉邦中的中产阶级和高级种姓阶层中颇为盛行:28。
高德西和甘地的政治思想有若干相似之处。两人都是坚定的印度民族主义者，主张在印度建立统一的民族国家；两人也都具有虔诚的宗教信仰，在禁欲主义等一系列生活准则方面也高度相似。然而两人的思想异处却是根本性的：高德西认为，印度教经典《薄伽梵譚》借神祇黑天对阿周那的教导阐明了对合法暴力的支持:38，鼓吹印度教徒放弃一味的宽容，不断组织起来，通过竞争和“自卫”，成为一个单一性的社群和国家:28。而甘地则认为历史已成过去，其意义在于其精神内容，因此历史可以照现实需要加以解说，不必纠缠过去事实。他主张鼓舞精神，唤起民族自信心，并反对一切形式的暴力。思想上的矛盾让两人互相对立，互相冲突，并最终走向同归于尽的道路。

## 印巴分治与密谋
二战结束后，英国工党内阁下定决心给予印度自治权，但关于印度独立后的政治形态，信奉印度教的印度国大党和信奉伊斯兰教的全印穆斯林联盟存在完全无法调和的冲突。以贾瓦哈拉尔·尼赫鲁为代表的印度国大党主张成立统一民主的印度，并得到了英国工党和印度副王蒙巴頓勋爵的支持；而穆罕默德·真纳领导的穆斯林联盟则坚决要求成立伊斯兰教国家巴基斯坦，并以暴力乃至内战相威胁。甘地虽然主张印度统一建国，但更反对印度教徒和穆斯林这双“印度母亲的左右手”自相残杀，为此不断奔走于印度各地。1947年，在臭名昭著的“加尔各答大屠杀”爆发一周年之际，甘地前往仍然危机四伏的加尔各答，号召印度教信徒和穆斯林重新团结，并以长达21天的绝食试图让双方回心转意。:150在印度和巴基斯坦最终分裂后，1948年1月12日，为了说服印度政府向巴基斯坦转交应付的5.5亿卢比，甘地再次开始121小时长的绝食，最终以政府让步告终:242。
甘地的举动令高德西等印度极端民族主义者恨之入骨，在他们看来，甘地已无异于出卖印度民族利益的叛徒，必先除之而后快。当得知甘地绝食成功说服政府的结果后，高德西的弟弟，29岁的戈帕尔·高德西面色铁青地喊道：“我们必须杀了甘地！”、“他虽然只是个干巴巴的老头，但他对人民产生了极其恶劣的影响。”:242高德西自己也认为：“甘地没有负起他作为国父的责任。他证明了自己是巴基斯坦人之父。鉴于此，作为一个对祖国母亲尽心尽责的儿子，当我认识到这位所谓的民族之父是如何指挥国家一步步走向解体时，我相信自己必须终止他的生命。”:29高德西和安普特迅速组织成立了一个旨在消灭甘地的密谋集团，奉维纳亚克·达莫德尔·萨瓦卡为精神导师，手下聚集了包括维什努·卡凯尔、马丹拉尔·帕瓦、迪格姆贝·旁济等志同道合的极端印度教徒:242。行动时间定为1948年1月20日。

## 刺杀甘地

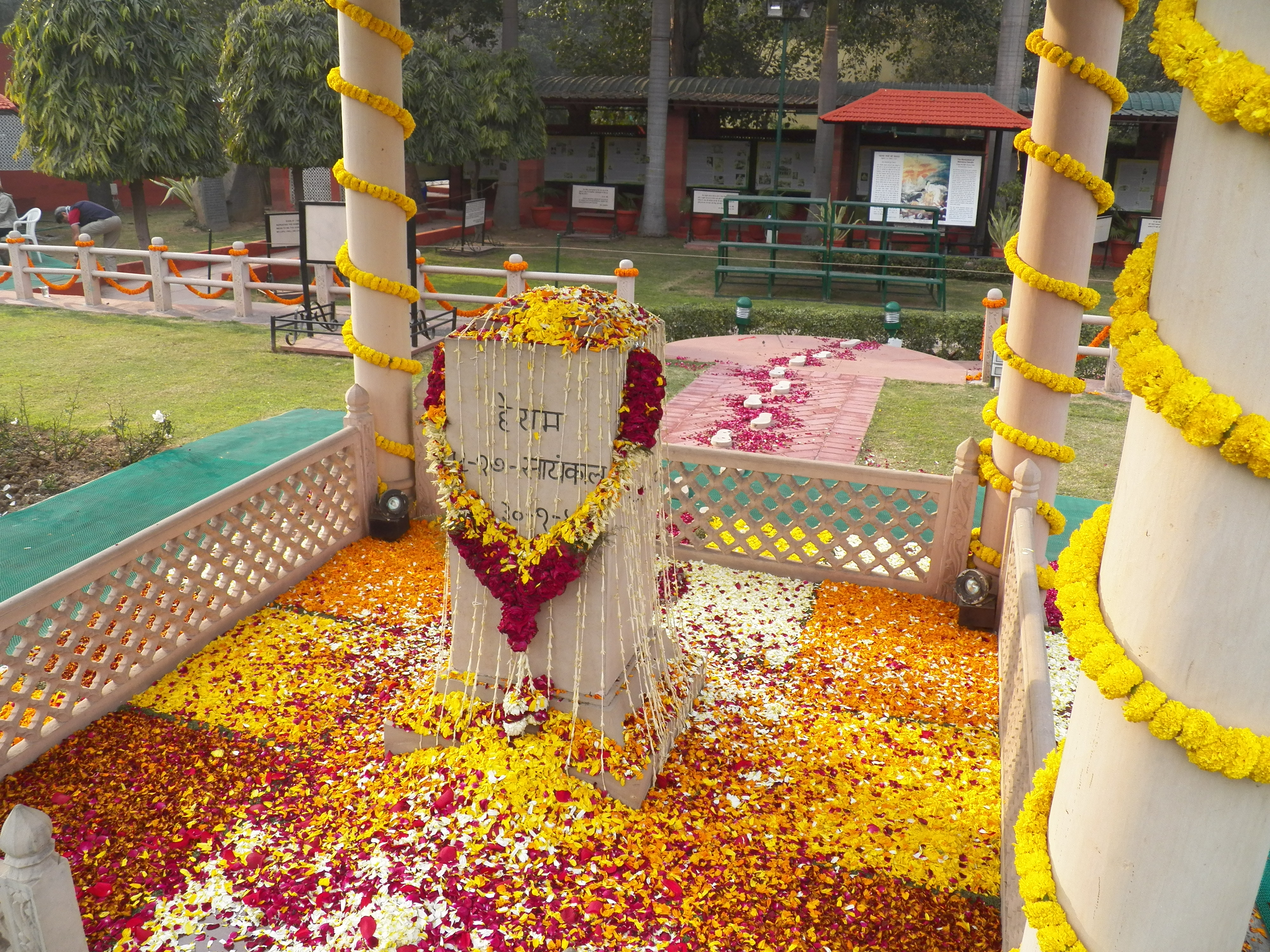
印度新德里甘地纪念馆所立的纪念碑。1948年1月30日，甘地就是在此处被高德西刺杀的

1948年1月20日，南度蓝姆·高德西及其同伴尾随甘地来到他准备发表演讲的广场。人群中，一名密谋分子扔出一枚手榴弹，爆炸造成群众恐慌，纷纷逃离现场，只剩下甘地仍站在演讲台上。密谋分子原本计划此时向甘地投掷第二枚手榴弹，但刺客迪格姆贝·旁济临阵胆怯，不敢动手，而是混在人群中仓皇逃跑，第一次刺杀遂告失败。:254-256警察抓获了密谋分子马丹拉尔·帕瓦，并计划顺藤摸瓜兜捕整个密谋集团。眼看箭在弦上的高德西设法用300卢比，弄到了一把貝瑞塔M1934半自動手槍和20发9毫米子弹，准备在新德里作最后一搏:243。
1月30日，甘地依照安排前往位于新德里的比尔拉大厦参加一场下午5点举行的晚祷会。高德西在闻讯后混入比尔拉大厦前的人群中伺机行事:243。当天早些时候，甘地曾和印度副总理兼内政部长萨达尔·帕特尔进行过一场漫长而苦涩的会谈，耽误了约10分钟时间:224。等到甘地抵达会场时，已经是当天下午5点12分左右:63。当甘地走到祈祷台前时，高德西从人群右侧穿出，来到甘地面前。他向甘地恭敬地行了一礼，甘地也向他回礼。和甘地同行的侄孙女，19岁的摩奴·甘地见高德西弯下腰，以为他要行摸脚礼，便上前试图将他劝离：“兄弟，巴布已经来晚了，为什么还要打扰他？”不料高德西突然一把推开摩奴，趁后者俯身去拾落在地上的眼镜和反省录时，高德西拔出事先准备的贝瑞塔手枪，在极近距离对准甘地的胸膛连开三枪。中弹瞬间，甘地喃喃地说了一句：“He Ram！（哦，神啊！）”并以手加额表示为刺客祝福，随即倒在血泊之中:65。甘地被立刻抬入比尔拉大厦内，30分钟后宣布死亡:342-343。
高德西在行凶后并没有在群众的震惊和混乱中逃走，反而举着握枪的手大声呼唤警察:19。32岁的美国外交官赫伯特·赖纳第一个作出反应。他冲上前去一把将高德西抓住并摔倒在地，扭送给在场的印度警察。甘地遇刺身亡震动了印度全国上下，一时间对刺客的真实身份众说纷纭。为防止“加尔各答大屠杀”式的宗教仇杀再次出现，印度广播电台于刺杀发生43分钟后的晚上6点整发表了一份措辞极其谨慎的公报，向印度人民公布甘地遇刺的消息，同时明确声明，凶手是一名印度教徒。高德西被捕后，密谋集团的成员相继落网，最后在逃的密谋分子安普特于1948年2月14日最终被警察抓获。:58

## 审判与处决

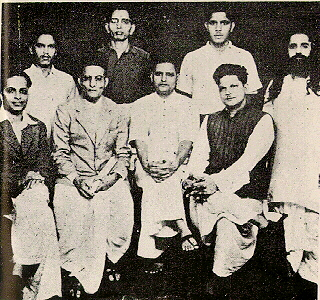
被捕后的密谋集团成员合影。下排左三为高德西

1948年5月27日，在德里红堡组建的印度特别法庭开庭审理了高德西等12人（其中三人缺席，实到被告九名）对甘地的刺杀案。由于案情过于复杂，加上案件牵扯的感情因素过多，不适合应用陪审制。根据印度刑法规定，该案由主审法官阿特玛·查兰裁决。法庭指控高德西、安普特、萨瓦卡等人于1947年12月1日至1948年1月30日期间在浦那、孟买和德里等地谋划了刺杀甘地的非法行动，并最终付诸实施:78。在采证阶段，法庭从目击者中搜集了149人的证言，总共写满了720张纸，耗费整整84天方才采录完成:89。
1948年11月8日，法庭审理进入第二阶段，开始对每名密谋分子进行大量审问。审理第三阶段于1948年12月1日开始，检察长根据搜集的证据证词，指控高德西等被告犯有谋杀罪和共谋罪。在次日的辩方陈述中，高德西一反平时的笨嘴拙舌，表现得极其沉着冷静、胸有成竹:27。他用英语在法庭上声称，刺杀甘地完全是他一人所为，试图将所有责任揽在自己身上，为同伴开脱:59:89。很多在场的观众被高德西有印度教的自我牺牲精神深深感动，以至于法官科斯拉甚至认为：“如果要这些观众组成陪审团，并负责对高德西的上诉作出裁决的话，他们将以压倒多数的票数判决被告‘无罪’。”:243
经过漫长的审理，1949年2月10日，九名被告在印度特别法庭接受宣判。法庭认定除萨瓦卡外的其余被告都有至少一项指控成立，判处南度蓝姆·高德西和纳拉扬·安普特死刑，其餘被告都為有期徒刑，押往安巴拉中央监狱服刑。所有被告均提出上诉。1949年11月8日，法庭作出二审裁定，两人上诉成功，无罪释放，而包括高德西和安普特在内其余六人的上诉被驳回，维持原判。甘地的两个儿子，马尼拉勒·甘地和瑞姆达斯·甘地曾为高德西和安普特求情，但被印度总理尼赫鲁、副总统兼内政部长帕特尔和印度联邦总督拉贾戈巴拉查理拒绝:660。1949年11月15日，高德西和安普特在安巴拉监狱被执行绞刑（甘地生前反对死刑，他有名言：“以眼還眼，只會讓天下盲目。”），终年39岁。在行刑前，他们对着蜂拥而来的群众高喊道：“愿印度团结一心，天长地久。”:61-62遵照高德西遗愿，他的遗体按萨拿塔那教义火化:68，骨灰保存下来，待到整个南亚次大陆重新统一在印度之下时再撒入恒河:242。

## 后续影响
甘地遇刺后，印度教大斋会遭到千夫所指，国民志愿服务团则被暂时取缔。然而，印度检方始终找不出其资助或者知晓高德西刺杀阴谋的证据。因此在1949年，对其的禁令便予以解除。
1949年11月8日二审宣判时，高德西在法庭上宣读了一份长篇巨制的自辩书，声称他对甘地的人格倍加崇敬，刺杀他完全是为了印度的未来:441-443。在被官方查禁的情况下，这篇自辩书一直以小册子的形式在民间私下流通。1977年，高德西的弟弟戈帕尔·高德西（因刺杀甘地判处终身监禁，关押15年后出狱）将其翻译成英语，以《May It Please Your Honour》（《啟禀法官大人》）的书名出版。1993年，他又为该书再版增添了一段结语，并改名更直白的《Why I Assassinated Mahatma Gandhi》（《我为什么刺杀了圣雄甘地》）。印度右翼将这本书奉为经典，部分人甚至将高德西说成一名“真正的爱国者，真正的印度人”。:165-166
2014年印度举行大选，右翼民族主义的印度人民党领导联盟在大选中获胜。印度教大斋会不失时机地开始尝试为高德西翻案，将其描绘成一个为国献身的烈士和爱国者。该会还向印度总理莫迪提出，要为高德西竖立一座胸像以示纪念。2015年1月30日甘地遇刺67周年之际，印度教大斋会发行了其拍摄的纪录片《爱国者南度蓝姆·高德西》，引起了极大争议。浦那地方法院曾收到一份民事诉讼狀，要求法院封禁该片。除此之外，大斋会还为高德西修庙供奉，并试图将每年的1月30日定为“勇敢日”。

## 拓展阅读
- Godse, Nathuram Vinayak; Godse, Gopal Vinayak. . Surya Bharti Parkashan. 1993: 192.
- Malgonkar, Manohar; Kapoor, Pramod. . Roli Books. 2008: 354. ISBN 9788174366177.